# Viola diamantiaca
Viola diamantiaca Nakai – gatunek roślin z rodziny fiołkowatych (Violaceae). Występuje naturalnie w Korei Południowej i Chinach (w Shaanxi oraz wschodnich częściach Jilin i Liaoning). 

## Morfologia
PokrójRoślina jednoroczna dorastająca do 25 cm wysokości.
LiścieBlaszka liściowa ma kształt od owalnego do okrągławego, jest karbowana na brzegu, ma niemal sercowatą nasadę i ostry wierzchołek. Ogonek liściowy jest nagi. Przylistki są pierzaste.
KwiatyPojedyncze, wyrastające z kątów pędów. Mają działki kielicha o owalnym kształcie i dorastające do 4–6 mm długości. Płatki są odwrotnie jajowate i mają żółtą barwę, dolny płatek jest odwrotnie jajowaty, mierzy 5-13 mm długości, posiada obłą ostrogę o długości 2-4 mm.
OwoceTorebki mierzące 6 mm długości, o niemal kulistym kształcie.

## Biologia i ekologia
Rośnie w lasach, na skarpach i terenach skalistych. 